# Ratpenat nasofoliat de Jones
El ratpenat nasofoliat de Jones (Hipposideros jonesi) és una espècie de ratpenat que es troba a Burkina Faso, Costa d'Ivori, Ghana, Guinea, Libèria, Mali, Nigèria i Sierra Leone.